# Hertogenwoud rond Raeren
Het Hertogenwoud rond Raeren is een Natura 2000-gebied in de Duitstalige Gemeenschap dat deel uitmaakt van het veel grotere Hertogenwoud. Het bestaat uit diverse kleine bossen op vochtige bodems, gedeeltelijk herbebost met naaldbomen. Het Natura 2000-gebied is 404 hectare groot. Er komen tien Europees beschermde habitattypen voor en vier Europees beschermde dier- en plantensoorten. Het bevat ook een gewestelijk beschermd natuurpark en een klein beschermd landschap. Slechts 3% van het gebied is privaat eigendom; 97% is eigendom van een lokale of gewestelijke overheid.

## Habitats
De habitats die het gebied kwalificeren voor Europese bescherming zijn divers. Bij de boshabitats gaat het om een relatief grote oppervlakte eikenbossen van het type eiken-haagbeukenbos. Op de wat armere en vochtiger zandgronden komt veel berken-eikenbos voor. Ook zijn er goed ontwikkelde beukenbossen van het type parelgras-beukenbos en veldbies-beukenbos. De kenmerkende waterhabitats zijn riviertjes met vegetaties van fijne waterranonkel en sterrenkroos. Daarnaast zijn nog twee zogenoemde prioritaire habitats op grond van de Habitatrichtlijn van belang: kleine arealen veenbos en elzen-essenbos.

## Soorten
De kwalificerende soorten voor Europese bescherming zijn bosvogelsoorten en een vleermuissoort. Kenmerkende bossoorten zijn middelste bonte specht, zwarte specht en grijskopspecht. Dat alle drie spechtensoorten hier voorkomen duidt op de kwaliteit en de gevarieerdheid van het leefgebied. Een Europees  beschermd zoogdier is de vale vleermuis. Daarnaast komt in het gebied een plantensoort voor van de Waalse Rode lijst: zompzegge.

## Andere Natura 2000-gebieden
Het Natura 2000-gebied Zijrivieren van het meer van Eupen maakt eveneens deel uit van het oostelijke Hertogenwoud. Samen vormen deze gebieden als het ware een uitbreiding in zuidwestelijke richting van de Natura 2000-gebieden over de grens met Duitsland.